# Дзодзе, Кочи
Кочи Дзодзе (алб. Koçi Xoxe, 1 мая 1911, Флорина — 11 июня 1949, Тирана) — албанский коммунистический политик и государственный деятель, один из основателей Албанской партии труда (АПТ), министр внутренних дел Народной Республики Албании в 1946—1948 годах. Руководил карательным аппаратом в послевоенной Албании, являлся вторым лицом партийно-государственной иерархии после Энвера Ходжи. Ориентировался на Югославию Иосипа Броз Тито. Арестован в ходе партийной чистки, осуждён и казнён.

## Коммунистический активист
Родился на севере Греции в семье албано-македонского происхождения. Посещал среднюю школу в Салониках. В 1930 семья Дзодзе переехала в Албанию. Работал в Корче жестянщиком и водопроводчиком.
Кочи Дзодзе придерживался коммунистических взглядов. Вместе с Энвером Ходжей в 1937 создавал корчинскую коммунистическую группу. Между Ходжей и Дзодзе рано проявилось политическое соперничество. В 1938 Дзодзе был арестован и заключён в тюрьму, но уже на следующий год сумел бежать.

## Партийно-государственный руководитель
В 1941 году Кочи Дзодзе стал одним из основателей Коммунистической партии Албании (КПА) (с 1948 — Албанская партия труда (АПТ)) во главе с Энвером Ходжей. С 1943 года Дзодзе — член Политбюро ЦК КПА. Во время Второй мировой войны занимал командные посты в Национально-освободительной армии, имел генеральское звание.
После прихода КПА к власти Кочи Дзодзе был заместителем председателя Антифашистского совета национального освобождения (временного правительства Албании в 1944—1945 годах). В правительстве НРА Дзодзе в 1946 году сменил Хаджи Леши на ключевом посту министра внутренних дел. Возглавлял тайную полицию Директорат народной защиты (DMP), с 1946 года — Сигурими. Руководил репрессиями против албанских антикоммунистов. Командовал подавлением антикоммунистических восстаний в Малесии-э-Мади (январь 1945) и Шкодере (Пострибское восстание, сентябрь 1946).
Кочи Дзодзе считался первым лицом карательного аппарата (вторым и третьим были Нести Керенджи и Васка Колеци). По объёму власти и политическому влиянию в первые послевоенные годы Кочи Дзодзе занимал в НРА вторую позицию после Энвера Ходжи.
Весной 1945 года Специальный суд, организованный Кочи Дзодзе, приговорил к смертной казни 17 представителей прежней политической элиты и 40 — к разным срокам тюремного заключения. Это нанесло сильный удар по противникам новой власти. На период его руководства МВД пришлось репрессирование оппозиционной Депутатской группы.
В руководстве КПА Кочи Дзодзе не только олицетворял жёсткую линию, но и являлся лидером «югославского лобби». Он был сторонником Иосипа Броз Тито, пользовался активной поддержкой югославских властей. Выступал за интеграцию Албании в создаваемую по инициативе Тито Балканскую федерацию. Дзодзе жёстко преследовал албанских руководителей, отстаивавших национальную независимость (они, как правило, принадлежали также к относительно «умеренным» коммунистам). В частности, были репрессированы директор Банка Албании Костандин Бошняку, партийный куратор культуры Сейфула Малешова, покончил с собой министр экономики Нако Спиру.

## Конфликт и обвинения
В советско-югославском конфликте 1948 года Ходжа поддержал Сталина. В АПТ началась партийная чистка, главным объектом которой стал Кочи Дзодзе. Он был обвинён в «титовщине», шпионаже в пользу Югославии, совершении убийств и применении пыток по приказу югославских спецслужб, антисоветизме и троцкизме. Последние обвинения не имели ничего общего с реальностью, степень причастности Дзодзе к югославской разведке доподлинно неизвестна, но его ориентация на Тито и тесные связи с югославскими коммунистами были очевидны. В тогдашней политической обстановке этого было достаточно.
Кочи Дзодзе был снят с поста министра внутренних дел и заменён ближайшим сподвижником Ходжи Мехметом Шеху. В ноябре 1948 года Дзодзе попытался оправдаться в выступлении на партийном съезде. Тезисы своего выступления он согласовывал с советским послом Дмитрием Чувахиным. Дзодзе резко критиковал югославов, подчёркивал свою приверженность СССР, но всё равно был осуждён съездом и вскоре арестован.

## Суд и казнь
Следствие над Кочи Дзодзе велось в жёсткой форме, с применением моральных и физических пыток. Помимо политических обвинений, ему инкриминировались также организация слежки за партийными руководителями и присвоение государственных средств в размере 43 тысяч леков. На суде Дзодзе безуспешно пытался пригласить Энвера Ходжу в качестве свидетеля своей невиновности.
Показательный процесс над Кочи Дзодзе и группой его сторонников завершился в мае 1949 года. Дзодзе был приговорён к смертной казни, остальные подсудимые (в том числе Панди Кристо и Васка Колеци) — к длительным срокам заключения. 11 июня Кочи Дзодзе был повешен. Его преемник во главе МВД Мехмет Шеху рассказывал, что лично привёл в исполнение смертный приговор.
Дело Кочи Дзодзе являлось албанским аналогом процессов Ласло Райка в Венгрии, Рудольфа Сланского в Чехословакии, Владислава Гомулки в Польше, Анны Паукер в Румынии, Трайчо Костова в Болгарии.

## Попытка реабилитации
Фигура Кочи Дзодзе посмертно обрела важное политическое значение в середине 1950-х годов, особенно в 1956 году, после XX съезда КПСС. Группа политических и военных функционеров АПТ — Тук Якова, Бедри Спахиу, Дали Ндреу, Панайот Плаку, Лири Гега, Лири Белишова — выступила за либерализацию режима в духе хрущёвской оттепели. Они высказывались против массовых репрессий, в пользу замедления темпов индустриализации и коллективизации, большего внимания уровню жизни масс, «демократизации партийной жизни». Важным требованием этой группы являлась реабилитация репрессированных «титовцев», прежде всего Кочи Дзодзе.

Тень Дзодзе приводила Ходжу в ужас. Они были заодно в преступлениях, вместе поддерживали связи с югославами. Но реабилитация Дзодзе стала бы концом власти Ходжи.

Ана Ляляй, историк

На апрельской 1956 года партконференции АПТ в Тиране была сделана попытка отстранить Энвера Ходжу от власти. Попытка была подавлена, Плаку бежал в Югославию и вскоре убит, Ндреу и Гега расстреляны, Якова умер в тюрьме, Спахиу осуждён на 25 лет, Белишова интернирована. Вопрос о реабилитации Кочи Дзодзе был жёстко закрыт.

## В фольклоре
Жили-были два троцкиста —
Кочи Дзодзе, Панди Кристо.
А теперь почили в бозе
Панди Кристо, Кочи Дзодзе.